# Matteo Ruggeri
Matteo Ruggeri (San Giovanni Bianco, 11 de julho de 2002) é um futebolista italiano que atua como lateral-esquerdo. Atualmente, defende o Atlético de Madrid.

## Carreira

### Atalanta
Matteo Ruggeri cresceu em Zogno, na região da Lombardia, na Itália, onde começou a jogar futebol, antes de ingressar nas categorias de base da Atalanta, em 2011. Ruggeri estreou profissionalmente pela Atalanta no dia 3 de novembro de 2020, entrando aos 81 minutos na derrota por 5 a 0 diante do Liverpool, em partida válida pela fase de grupos da Liga dos Campeões da UEFA. Em 8 de novembro de 2020, ele fez sua estreia na Série A, no empate por 1 a 1 contra a Inter.

#### Empréstimo para Salernitana
Em 27 de julho de 2021, Ruggeri se transferiu para a Salernitana, clube recém promovido a Série A, em um contrato de empréstimo válido por uma temporada.

#### Retorno à Atalanta
Em 22 de maio de 2024, Ruggeri foi titular na vitória da Atalanta por 3 a 0 contra o Bayer Leverkusen, na final da Liga Europa da UEFA de 2024, onde o clube italiano se sagrou campeão.

### Atlético de Madrid
Em 1 de julho de 2025, o Atlético de Madrid anunciou a contratação de Matteo Ruggeri. Os espanhóis pagaram 17 milhões de euros (cerca de R$ 109 milhões) e mais três milhões de euros (R$ 19 milhões) em variáveis para contratar o italiano.

## Carreira internacional
Em março de 2025, Ruggeri foi convocado para a integrar o elenco da Seleção Italiana para as partidas das quartas de final da Liga das Nações da UEFA de 2024–25 contra a Alemanha, nos dias 20 e 23 de março de 2025.

## Estatísticas na carreira

### Clube
- Atualizado até 25 de maio de 2025[8]

| Clube                    | Temporada         | Liga              | Liga  | Liga | Coppa Italia | Coppa Italia | Europa | Europa | Outros | Outros | Total | Total |
| Clube                    | Temporada         | Divisão           | Jogos | Gols | Jogos        | Gols         | Jogos  | Gols   | Jogos  | Gols   | Jogos | Gols  |
| ------------------------ | ----------------- | ----------------- | ----- | ---- | ------------ | ------------ | ------ | ------ | ------ | ------ | ----- | ----- |
| Atalanta                 | 2020–21           | Serie A           | 6     | 0    | 0            | 0            | 2      | 0      | —      | —      | 8     | 0     |
| Atalanta                 | 2022–23           | Serie A           | 15    | 0    | 0            | 0            | —      | —      | —      | —      | 15    | 0     |
| Atalanta                 | 2023–24           | Serie A           | 34    | 0    | 4            | 0            | 10     | 2      | —      | —      | 48    | 2     |
| Atalanta                 | 2024–25           | Serie A           | 30    | 0    | 0            | 0            | 6      | 0      | 2      | 0      | 38    | 0     |
| Atalanta                 | Total             | Total             | 85    | 0    | 4            | 0            | 18     | 2      | 2      | 0      | 109   | 2     |
| Salernitana (empréstimo) | 2021–22           | Serie A           | 14    | 0    | 1            | 0            | —      | —      | —      | —      | 15    | 0     |
| Total na carreira        | Total na carreira | Total na carreira | 99    | 0    | 5            | 0            | 18     | 2      | 2      | 0      | 124   | 2     |

## Títulos
Atalanta
- Liga Europa da UEFA: 2023–24[9]

Individual
- Equipe da Temporada da UEFA Europa League: 2023–24[10]

## Links externos
- Perfil no site do Atalanta BC
- «Perfil de Matteo Ruggeri». na UEFA  recorde de competição